# Santa Cruz Recreativo Esporte Clube
El Santa Cruz Recreativo Esporte Clube es un equipo de fútbol de Brasil que juega en el Campeonato Paraibano de Segunda División, la segunda categoría del estado de Paraíba. En 1994 participa por primera vez en el Campeonato Brasileño de Serie C, la tercera división nacional.

## Historia
Fue fundado el 15 de abril de 1939 en el municipio de Santa Rita, Paraíba, y registra más de 30 apariciones en el Campeonato Paraibano, la primera división del estado de Paraíba.
La mejor época de club ha sido la de los años 1990, periodo en el cual logra ser campeón estatal en dos ocasiones, ambas de manera consecutiva; y también participaron en torneos nacionales, teniendo su primera participación nacional en el Campeonato Brasileño de Serie C, la tercera división nacional, en 1994 en donde superaron la primera ronda al ganar su grupo y fueron eliminados en la segunda ronda 3-4 por el Centro Sportivo Maruinense del estado de Sergipe ubicándose en el puesto 20 entre 41 equipos.
Al año siguiente clasifican nuevamente al Campeonato Brasileño de Serie C en donde vuelven a superar la primera ronda como segundo lugar de grupo, pero son eliminados nuevamente en segunda ronda 3-4, esta vez por el Fortaleza Esporte Clube del estado de Bahía, finalizando en el lugar 43 entre 120 equipos.

## Palmarés
- Campeonato Paraibano (2): 1995, 1996
- Campeonato Paraibano Serie B (2): 1994, 2000

## Jugadores

### Jugadores destacados
- Mazinho
- Jonatas[6]